# Miss Nicaragua 2014
La 32.ª edición de Miss Nicaragua, correspondiente al año 2014, se realizó el 15 de marzo de 2014 en el Teatro Nacional Rubén Darío. Debido a su destitución, Nastassja Bolívar, no coronó a su sucesora Marline Barberena en la que representará a Nicaragua en Miss Universo 2014. El concurso fue transmitido en vivo por segundo año consecutivo a través de VosTV y con difusión simultánea en Televicentro.

## Resultados
| Resultados          | Delegadas |
| ------------------- | --- |
| Miss Nicaragua 2014 | - Chichigalpa - Marline Barberena |
| 1.ª Finalista       | - Rivas - Jeimmy García |
| 2.ª Finalista       | - Masatepe - Paola Quintero |
| 3.ª Finalista       | - Masaya - Katherine Guadamuz |
| 4.ª Finalista       | - Chinandega - Xilonem Quiñónez Δ |
| 5.ª Finalista       | - Corn Island - Elizabeth Hodson |
| 14 Semifinalistas   | - Bluefields - Liz Pasos - León - Christiam López - Managua - Desirée Estrada - Matagalpa - Kiutza Hermida - Juigalpa - Linda Yamaki - Jinotega- Heydi Rivera - La Trinidad - Gabriela Pauth - Santa Teresa - Teresa López |

- Δ Votada por el público de toda Nicaragua vía SMS de Telefónica Claro para completar el cuadro de 6 finalistas.

## Áreas de competencia

### Final
Durante la competencia final, el grupo de 14 concursantes seleccionadas en la competencia preliminar fue dado a conocer y compitió de nuevo en traje de baño y traje de noche.
Las cinco candidatas con las puntuaciones más altas en esta última evaluación, participarán en una ronda final de entrevistas durante el evento televisado, antes de que las posiciones finales fueran anunciadas, y a su vez, fuera revelado el nombre de la nueva Miss Nicaragua.

#### Calificaciones
Las calificaciones en Miss Nicaragua tienen un carácter única y exclusivamente eliminatorio, y no son acumulables ni se promedian. La decisión final de los jueces se basa en la impresión general que cada finalista dejó en ellos, y no coincide necesariamente con las posiciones que generan las calificaciones.
| \| Candidata \| Entrevista \| Traje de Baño \| Traje de Gala \| \| ------------------ \| ---------- \| ------------- \| ------------- \| \| Marline Barberena \| 9.43 (1) \| 9.75 (1) \| 9.75 (1) \| \| Jeimmy García \| 8.50 (6) \| 9.18 (4) \| 9.17 (5) \| \| Paola Quintero \| 8.99 (2) \| 9.22 (3) \| 9.41 (3) \| \| Katherine Guadamuz \| 8.31 (11) \| 9.31 (2) \| 9.48 (2) \| \| Xilonem Quiñónez \| 8.51 (5) \| 8.17 (12) \| 8.15 (12) \| \| Elizabeth Hodson \| 8.72 (3) \| 8.73 (6) \| 9.19 (4) \| \| Liz Pasos \| 8.52 (4) \| 9.16 (5) \| 8.79 (6) \| \| Christiam López \| 8.43 (8) \| 8.60 (8) \| 8.34 (9) \| \| Desirée Estrada \| 8.42 (9) \| 8.72 (7) \| 8.49 (7) \| \| Kiutza Hermida \| 8.25 (12) \| 8.48 (10) \| 8.28 (11) \| \| Linda Yamaki \| 8.20 (14) \| 8.49 (9) \| 8.27 (10) \| \| Heydi Rivera \| 8.22 (13) \| 8.25 (11) \| 8.37 (8) \| \| Gabriela Pauth \| 8.48 (7) \| 7.97 (13) \| 7.94 (13) \| \| Teresa López \| 8.41 (10) \| 7.88 (14) \| 7.80 (14) \| | Miss Nicaragua 2014 Virreina de Miss Nicaragua Primera Finalista Segunda Finalista Tercera Finalista Cuarta Finalista 14 Semifinalistas (#) En orden de clasificación |               |               |
| Candidata | Entrevista | Traje de Baño | Traje de Gala |
| Marline Barberena | 9.43 (1) | 9.75 (1)      | 9.75 (1)      |
| Jeimmy García | 8.50 (6) | 9.18 (4)      | 9.17 (5)      |
| Paola Quintero | 8.99 (2) | 9.22 (3)      | 9.41 (3)      |
| Katherine Guadamuz | 8.31 (11) | 9.31 (2)      | 9.48 (2)      |
| Xilonem Quiñónez | 8.51 (5) | 8.17 (12)     | 8.15 (12)     |
| Elizabeth Hodson | 8.72 (3) | 8.73 (6)      | 9.19 (4)      |
| Liz Pasos | 8.52 (4) | 9.16 (5)      | 8.79 (6)      |
| Christiam López | 8.43 (8) | 8.60 (8)      | 8.34 (9)      |
| Desirée Estrada | 8.42 (9) | 8.72 (7)      | 8.49 (7)      |
| Kiutza Hermida | 8.25 (12) | 8.48 (10)     | 8.28 (11)     |
| Linda Yamaki | 8.20 (14) | 8.49 (9)      | 8.27 (10)     |
| Heydi Rivera | 8.22 (13) | 8.25 (11)     | 8.37 (8)      |
| Gabriela Pauth | 8.48 (7) | 7.97 (13)     | 7.94 (13)     |
| Teresa López | 8.41 (10) | 7.88 (14)     | 7.80 (14)     |

##### Jurado final
- María Gabriela Vega Gutiérrez, Directora de Zoom Comunicaciones.
- Jorge Antonio Vega Umaña, Diseñador de Modas.
- Dra. Paula Andrea Arce de Chamorro, Médica-Nutrióloga de Clínica Vida Sana.
- Mauricio Solórzano, Embajador de Flor de Caña.
- Luisa Amalia Urcuyo Lacayo, Miss Nicaragua 1993.
- Sharon Amador, Modelo nicaragüense, Miss Ámbar 2006 y Propietaria de Lola & Kiwi.
- Shantall Lacayo, Diseñadora Internacional de Moda.
- Licda. Reina González de Ordóñez, Socia de la Firma KPMG.

## Provincias, concursantes y delegadas
14 candidatas compitieron por el título:
(En la tabla se utiliza su nombre completo, los sobrenombres van entrecomillados y los apellidos utilizados como nombre artístico, entre paréntesis; fuera de ella se utilizan sus nombres "artísticos" o simplificados):
| Representación | Concursante        | Edad | Estudia                                           |
| -------------- | ------------------ | ---- | ------------------------------------------------- |
| Bluefields     | Liz Pasos          | 20   | Cirujano Dentista                                 |
| Chichigalpa    | Marline Barberena  | 26   | Administración de Empresas                        |
| Chinandega     | Xilonem Quiñónez   | 21   | Relaciones Internacionales y Ciencias Políticas   |
| Corn Island    | Elizabeth Hodson   | 25   | Derecho                                           |
| Jinotega       | Heydi Rivera       | 19   | Contaduría Pública y Finanzas                     |
| Juigalpa       | Linda Yamaki       | 18   | Marketing y Publicidad                            |
| La Trinidad    | Gabriela Pauth     | 25   | Médico y Cirujano                                 |
| León           | Christiam López    | 24   | Farmacia                                          |
| Managua        | Desirée Estrada    | 22   | Marketing y Publicidad                            |
| Masatepe       | Paola Quintero     | 19   | Administración de Empresas                        |
| Masaya         | Katherine Guadamuz | 18   | Administración Aduanera y Contabilidad Extranjera |
| Matagalpa      | Kiutza Hermida     | 23   | Ingeniería Industrial                             |
| Rivas          | Jeimmy García      | 25   | Arquitectura                                      |
| Santa Teresa   | Teresa López       | 25   | Economía Aplicada                                 |

## Premios especiales
| Título            | Candidata          | Departamento |
| ----------------- | ------------------ | ------------ |
| Traje de Fantasía | Elizabeth Hodson   | Corn Island  |
| Miss Fotogénica   | Katherine Guadamuz | Masaya       |
| Miss Simpatía     | Linda Yamaki       | Juigalpa     |

Tras fuertes críticas al traje de fantasía ganador llamado "Masaya tierra de Agüizotes, vela del candil" el cual nos iba a representar en Miss Universo 2014 el diseñador de este decidió que el traje del 2.º llamado "Madre tierra Xochiquetzal, Diosa del Amor, la Belleza y las Artes" lugar creación del mismo será el que nos representara en el certamen internacional.
| Resultado         | Candidata      | Departamento |
| ----------------- | -------------- | ------------ |
| Traje de Fantasía | Kiutza Hermida | Matagalpa    |

## Premios no Oficiales
| Nombramiento     | Premio y Patrocinador                                        | Evaluación                                         | Candidata y Provincia           |
| ---------------- | ------------------------------------------------------------ | -------------------------------------------------- | ------------------------------- |
| Mirada más Bella | $ 300 Efectivos                                              | Votación Vía Facebook - Ópticas Münkel             | Chinandega - Xilonem Quiñónez   |
| La Mejor Sonrisa | 1 año de Tratamiento Gratis - Dental Care                    | Tamaño y Proporción de Dientes y Labios            | Masaya - Katherine Guadamuz     |
| Reto Fit Club    | 1 Viaje para 2 Personas a Cancún con Gastos Pagos - Fit Club | Actitud y Desempeño Deportivo                      | Chichigalpa - Marline Barberena |
| Virtual Claro    | Tableta Cortesía de Claro                                    | Ganadora por Voto Popular Facebook                 | Matagalpa - Kiutza Hermida      |
| Miss Cielo       | 1 viaje a Guanacaste C.R. - Agua Cielo                       | Idratación                                         | Chichigalpa - Marline Barberena |
| Rostro Avon      | Productos Avon                                               | Naturalidad, Sonrisa, Cutis Impecable y Maquillaje | Masaya - Katherine Guadamuz     |

## Controversia
Desde la destitución de Bolívar como Miss Nicaragua 2013 el certamen ya venía arrastrando fuertes críticas, que culminaron la noche de coronación, algunos aspectos que causaron impacto fueron:
- El traje nacional, "Tierra de Agüizotes, vela del candil"  según medios de comunicación no reflejaba en ningún aspecto la cultura nicaragüense, y mostraba una especie de cultura de brujería y santería. Meses después el traje tuvo que ser eliminado.[1]
- Los anfitriones, fueron calificados de poco profesionales, pese a que era el segundo año en el cual Valeria Sánchez, se hacía cargo de la conducción del evento.
- Las candidatas, en todo momento lucieron inseguras, no fueron capaces de ejecutar las distintas coreografías correctamente, y era evidente la falta de preparación en pasarelas.
- La coronación, al momento que la candidata de Chichigalpa fue coronada como Miss Nicaragua 2014, la corona fue entregada por la presentadora, con la banda al revés, y pese a que en los ensayos las concursantes deben permanecer en el escenario, esto no sucedió así la noche final, únicamente la primera finalista, Miss Rivas junto con la candidata de Masaya, permanecieron sobre el escenario, los presentadores y el resto de candidatas abandonaron el recinto mientras el show continuaba.[2]
- En redes sociales, la crítica tuvo un impacto negativo. Xiomara Blandino ganadora del 2007, y reconocida presentadora, expresó su descontento a través de su cuenta oficial en Twitter diciendo: "Pensé que esa corona era sagrada!"[3] cuestionando el hecho que la presentadora coronara a Miss Nicaragua, y no la primera finalista, como lo indica el protocolo en esta circunstancia.[4]

## Historia del certamen
- Miss Nicaragua.
- Miss Universo 2014.
- Este año las diferencias de candidata es +1 con respecto al año pasado.
- La última edición en la que concursaron más candidatas fue en 2006 con 16 participantes.
- Es la primera vez desde que el concurso es televisado, que la predecesora no corona a la ganadora.